# Аном
«Аном» (англ. The Anome), альтернативна назва «Безликий» (англ. The Faceless Man) — науково-фантастичний роман американського письменника Джека Венса, вперше опублікований у 1973 році. Перша книга із серії романів «Дурдейн».

## Сюжет
Це історія хлопчика, який дорослішає в країні Шант, суспільстві, що складається з багатьох різних та індивідуальних кантонів, деякі з яких керуються культами. Кожен дорослий носить вибухову гривну, який можна підірвати за допомогою дистанційної команди, що призводить до миттєвої смерті через обезголовлення. Гривнами керує анонімний диктатор Аном, чия особистість буквально невідома. Оскільки тих, чиї голови вибухають, обирають переважно керівники кантонів за порушення місцевого законодавства, Аном може діяти лише зі жменькою помічників, або «доброзичливців», які й самі не знають, хто він такий.